# Буринец
Буринец (мкд. Буринец) је насеље у Северној Македонији, у западном делу државе. Буринец припада општини Струга.

## Географија
Насеље Буринец је смештено у западном делу Северне Македоније. Од најближег града, Струге, насеље је удаљено 35 km северно.
Буринец се налази у малој историјској области Малесија, која обухвата западну страну планине Караорман. Насеље је положено високо. Западно од насеља тло се спушта у клисуру Црног Дрима. Надморска висина насеља је приближно 1.080 метара.
Клима у насељу је планинска.

## Становништво
Буринец је према последњем попису из 2002. године био без становника. 
Претежно становништво у насељу били су етнички Македонци.
Већинска вероисповест било је православље.